# Muhammad Ali Jinnah
Muhammad Ali Jinnah (en urdu: محمد علی جناح‎ [Muḥammad ʿAlī Jināḥ]; nacido Mahomedali Jinnahbhai; Karachi, 25 de diciembre de 1876-ibíd., 11 de septiembre de 1948) fue un abogado y político musulmán, fundador de Pakistán. Se le conoce como Baba-e-Qaum (‘padre de la nación’).
Sirvió como líder de la Liga Musulmana Panindia desde 1913 hasta la creación de Pakistán el 14 de agosto de 1947 y luego fue gobernador general hasta su muerte. Fue reverenciado como Qaid-i-Azam (que en urdu significa gran líder) y Baba-i-Qaum (en urdu, padre de la nación). Su cumpleaños es celebrado como un día nacional.
Nació en la Wazir Mansion de Karachi y estudió Derecho en el Lincoln's Inn en Londres, saltando a la fama en el partido del Congreso Nacional Indio en las dos primeras décadas del siglo XX. Al inicio de su carrera se concentró en la unión hindú-musulmana, ayudando a darle forma en 1916 al pacto Lucknow entre el Congreso y la Liga Musulmana Panindia. 
Jinnah se convirtió en un líder clave de All India Home Rule League y propuso un plan de 14 puntos de reforma constitucional para salvaguardar los derechos políticos de los musulmanes. En 1920 Jinnah renunció al Congreso, cuando este aceptó participar en una campaña de satyagraha o de resistencia pacífica, tal y como fue adoptada por Mohandas Gandhi, pues él  lo veía como anarquía política. 
Para el 1940, su opinión comenzó a virar hacia la postura de que los musulmanes del subcontinente indio debían tener su propio estado. En este año la Liga Musulmana Hindú, dirigida por Jinnah, aprobó la Resolución de Lahore, que demandaba una nación separada para los indios musulmanes. Durante la Segunda Guerra Mundial la Liga ganó fuerza, mientras que los líderes del Congreso eran encarcelados. Las elecciones provinciales indias celebradas después de la guerra fueron ganadas, en su mayoría, por musulmanes. Después de que el Congreso y la Liga Musulmana no pudieran encontrar una fórmula para compartir el poder en una India unificada, decidieron la independencia con división en dos países: una India con predominancia hindú, y la otra con mayoría del Islam, llamada Pakistán. 
Como primer gobernador general del Pakistán independiente, Jinnah trabajó para establecer el gobierno y la política de la nueva nación. También ayudó a establecerse a los millones de musulmanes que emigraron desde la India predominantemente hindú hasta la nueva Pakistán. 
Murió a la edad de 71 años, en 1948, un año después de que Pakistán ganara la independencia de Inglaterra, dejando un profundo y respetado legado en su país. De acuerdo con su biógrafo  Stanley Wolbert, sigue siendo considerado el líder más grande de la Historia de Pakistán.

## Primeros años

### Infancia
Nació aproximadamente en 1876 con el nombre de Mahomedali Jinnahbhai, hijo de Jinnahbhai Poonja y su esposa Mithibai, en un apartamento arrendado en el segundo piso de la mansión Wazir, Karachi (actual Pakistán, por entonces parte de la Presidencia de Bombay, de la India Británica). Jinnah era de una familia de clase media, su padre era un comerciante y nació en una familia de tejedores en el pueblo de Paneli en el estado principesco de Gondal (Kathiawar, Gujarat); su madre era también de esa localidad. Se habían mudado a Karachi en 1875, después de haberse casado antes de su partida. En ese momento Karachi estaba disfrutando de un auge económico: la apertura del canal de Suez en 1869 significaba que estaba a más de 200 millas náuticas más cerca de Europa para el envío de mercancías que Bombay.
Jinnah fue el segundo hijo de tres hermanos y tres hermanas, incluyendo su hermana menor Fatima Jinnah. Sus padres que eran hablantes de guajarati y todos sus hijos hablaban además Kuchi e inglés. A excepción de Fátima, es muy poco lo conocido acerca de sus hermanos, tanto de dónde vivieron o si conocieron a su hermano en su carrera, incluso se desconoce si estudiaron alguna carrera profesional.
Cuando era niño, Jinnah vivió durante un tiempo en Bombay con una tía y pudo haber asistido a la escuela primaria Das Tej Gokul, yendo después a la escuela John Connon. En Karachi, asistió a la Sind-madrasa-tul-Islam y a la escuela secundaria de la Sociedad Misionera Cristiana. Obteniendo su matrícula para la Universidad de Bombay en la escuela secundaria. 
En sus últimos años y especialmente después de su muerte, se hicieron  circular un gran número de historias sobre la infancia del fundador de Pakistán, donde dicen que pasaba todo su tiempo libre en el juzgado de guardia, escuchando los juicios, y que estudió sus libros por el resplandor de luces de la calle a falta de otra fuente de iluminación. Su biógrafo oficial, Hector Bolitho, escribió en 1954, que entrevistó a los compañeros sobrevivientes de su adolescencia, y obtuvo una anécdota en que el joven Jinnah desalentó a otros niños de jugar canicas en el polvo, instándolos a levantarse, mantener sus manos y ropa limpia, y jugar al cricket en su lugar.

### En Inglaterra

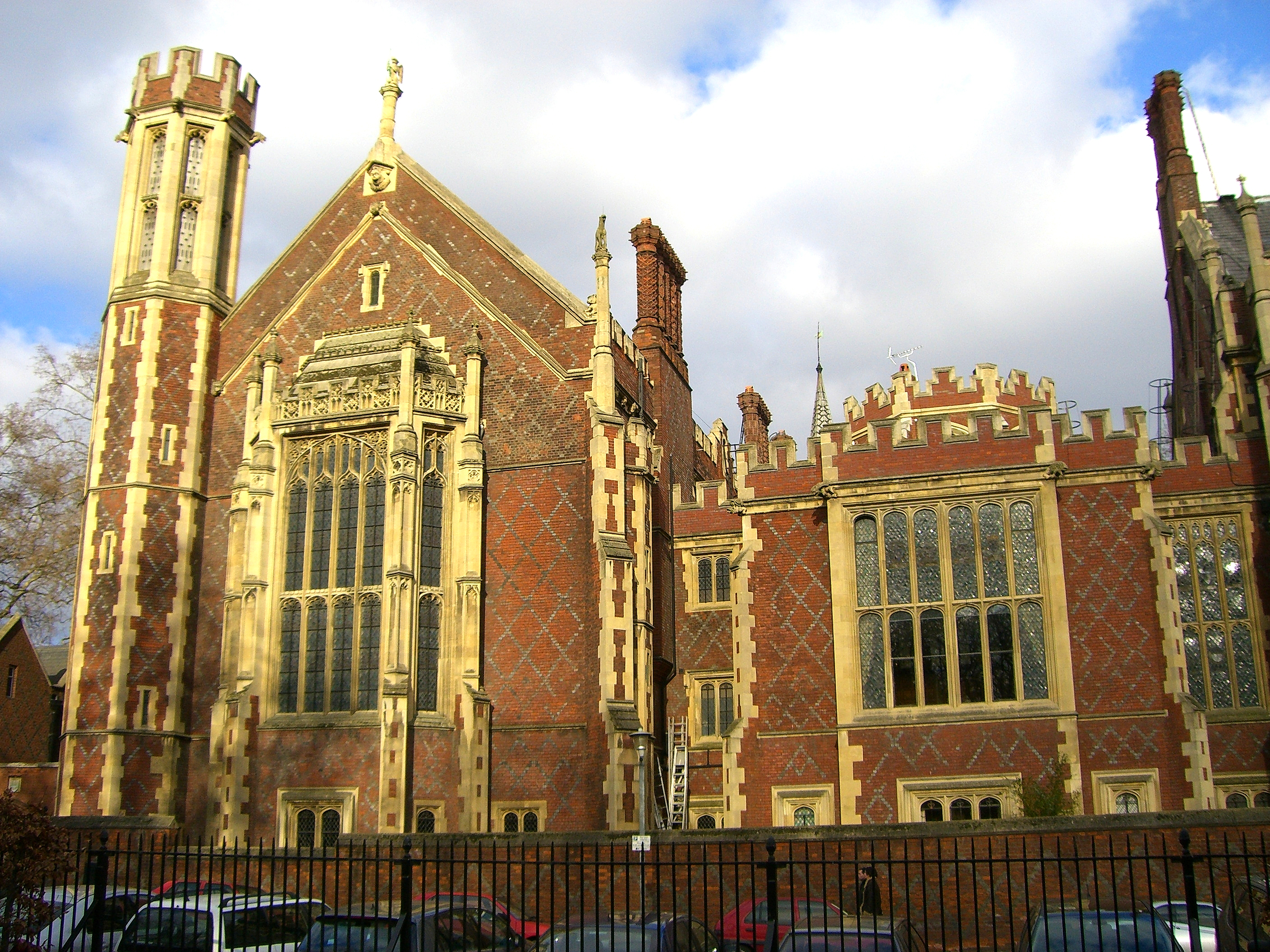
Lincoln's Inn, en el 2006

En 1892, Sir Gabriel Manzo Leigh Croft, un socio de negocios de Jinnahbhai Poonja, ofreció al joven Jinnah un aprendizaje en Londres con su firma "Graham y Trading Company". Aceptó el cargo a pesar de la oposición de su madre, que antes de irse, le hizo contraer un matrimonio arreglado con una niña de dos años menor que él, desde el pueblo ancestral de Paneli, Emibai Jinnah. La madre de Jinnah y su primera esposa murieron durante su estancia en Inglaterra. Aunque el aprendizaje en Londres fue considerado una gran oportunidad para Jinnah, una de las razones para haberlo enviado al extranjero era un procedimiento legal en contra de su padre, lo que coloca la propiedad de la familia en riesgo de ser embargada por el tribunal. En 1893, la familia se trasladó a Bombay.
Poco después de su llegada a Londres Jinnah dejó ese aprendizaje en negocios con el fin de estudiar derecho, enfureciendo a su padre que no tenía, antes de su partida, el suficiente dinero para vivir durante tres años. El aspirante a abogado se unió a Lincoln, más adelante indicó que la razón por la que eligió Lincoln sobre los otras casas de la corte fue que a lo largo de la entrada principal de Lincoln estaban los nombres de los grandes legisladores de todo el mundo, entre ellos Muhammad. El biógrafo de Jinnah Stanley Wolpert observa que no hay tal inscripción, pero en su lugar, en el interior, hay un mural que muestra Muhammad y otros legisladores, y especula que Jinnah puede haber editado la historia en su propia mente para no  mencionar una representación pictórica que sería ofensiva para muchos musulmanes. La educación legal de Jinnah siguió el sistema de mentores (aprendizaje legal), que había estado en vigor durante siglos. Para ganar conocimiento de la ley, siguió a un abogado establecido y aprendió de lo que hizo, así como del estudio de los libros de leyes. Durante este período, se acortó su nombre a Muhammad Ali Jinnah.
Durante sus años de estudiante en Inglaterra, Jinnah fue influenciado por el liberalismo británico del siglo XIX, al igual que muchos otros futuros líderes de la independencia de la India. Esta formación política incluye la exposición a la idea de la nación democrática y la política progresista. Se convirtió en un admirador de los líderes Parsi y de los políticos indios Dadabhai Naoroji y Sir Pherozeshah Mehta. Naoroji se había convertido en el primer miembro del Parlamento de la extracción de la India poco antes de la llegada de Jinnah, triunfando con una mayoría de tres votos en Finsbury central.
El mundo occidental no sólo inspiró a Jinnah en su vida política, sino también influyó notablemente en sus preferencias personales, sobre todo cuando se trataba del vestir. Jinnah abandonó el atuendo indio por la ropa de estilo occidental, y a lo largo de su vida fue siempre impecablemente vestido en público. Él llegó a poseer más de 200 trajes, que usó con camisas almidonadas con cuellos postizos, y como abogado se enorgullecía de no llevar la misma corbata de seda dos veces. Incluso cuando se estaba muriendo, insistió en ser formalmente vestido, "no voy a viajar en mi pijama".  En sus últimos años fue visto con un sombrero Caracul que posteriormente llegó a ser conocido como  "sombrero Jinnah".
Insatisfecho con la ley, Jinnah brevemente se embarcó en una carrera con una compañía de Shakespeare, pero renunció después de recibir una severa carta de su padre. En 1895, a los 19 años, se convirtió en el más joven de la India para ser llamado a la barra de abogados en Inglaterra. Aunque regresó a Karachi, el permaneció allí sólo un corto tiempo antes de trasladarse a Bombay.

## Política legal en edad temprana

### Abogado

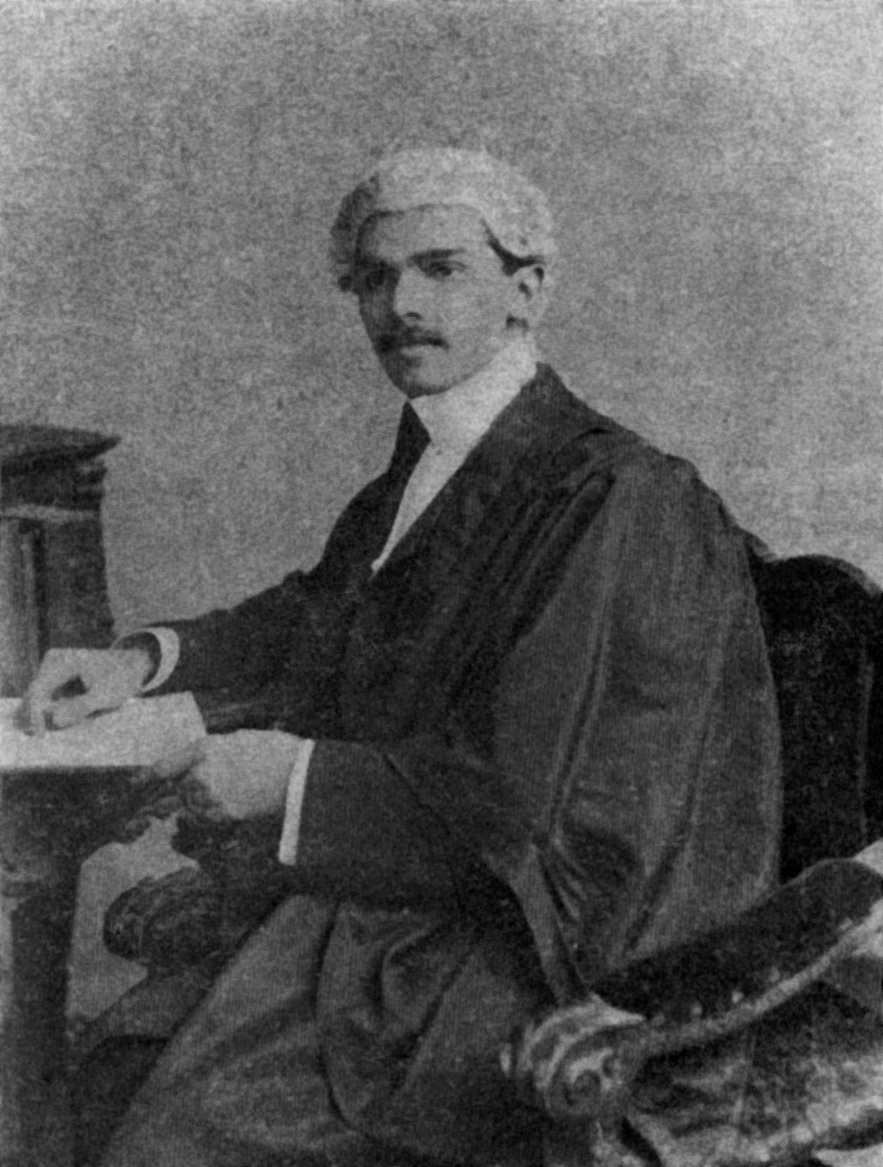
Jinnah como abogado

A los 20 años Jinnah comenzó su práctica en Bombay, siendo el único abogado musulmán en la ciudad. El inglés se había convertido en su lengua principal y seguiría siéndolo durante toda su vida. Su primer paso hacia una carrera más brillante se produjo cuando el abogado general John Molesworth MacPherson, invitó a Jinnah a trabajar en sus cámaras. En 1900, P. H. Dastoor, una magistrado presidente de Bombay, dejó el cargo temporalmente y Jinnah logró la posición interina. Después de su período de nombramiento de seis meses, a Jinnah se le ofreció un puesto permanente por 1.500 rupias por mes de salario. Jinnah cortésmente declinó la oferta, indicando que tenía previsto ganar 1.500 rupias al día, una suma enorme en ese momento, que finalmente ganó. Sin embargo, como gobernador general de Pakistán, se negaría a aceptar un sueldo grande, fijándolo en una 1 rupia por mes.
Como abogado, Jinnah se hizo famoso por su hábil manejo del "Caso Caucus" en 1907. Esta controversia surgió a raíz de las elecciones municipales de Bombay, que los Hindúes afirman que estaban manipuladas por un "caucus" de los europeos para mantener a Sir Pherozeshah Mehta fuera del concilio. Jinnah ganó gran estima de los principales en el caso de Sir Pherozeshah. Aunque Jinnah no ganó el caso del Caucus, logró una marca de éxito, llegando a ser bien conocido por su defensa y la lógica jurídica.
En 1908, su facción en el Congreso Nacional de la India, manejada por  Bal Gangadhar Tilak, fue detenido por sedición. Antes de  eso 
Tilak se representó sin éxito a sí mismo en el juicio e involucró a Jinnah en un intento por lograr su liberación bajo fianza. Jinnah no tuvo éxito, pero obtuvo la absolución de Tilak cuando fue acusado de sedición de nuevo en 1916.
Uno de los compañeros abogados de Jinnah del Tribunal Supremo de Bombay recordó que "la fe de Jinnah en sí mismo era increíble"; recordó que al ser advertido por un juez: "señor Jinnah, recuerde que usted no está frente a un juez de tercera clase", Jinnah replicó, "Mi Señor, permítame advertirle que no se está dirigiendo a un abogado de tercera clase" Otro de sus compañeros abogados lo describió diciendo:

Era lo que Dios le hizo, una gran orador. Él tenía un sexto sentido: podía ver alrededor de las esquinas. Ahí es donde ponia su talento;...que era un pensador muy claro;... Pero cuando conducía su caso, los puntos eran elegido con exquisita selección, lenta entrega, palabra por palabra.

### Líder
En 1857, muchos hindúes se habían rebelado contra el gobierno británico en regla. En las secuelas del conflicto, algunos anglo-hindúes, así como algunos de los hindúes en Gran Bretaña, pidieron una mayor autonomía para el subcontinente, dando como resultado la fundación del Congreso Nacional de la India en 1885. La mayoría de los miembros fundadores habían sido educados en Gran Bretaña, y no estaban satisfechos con los esfuerzos de reforma de mínimos que estaba realizando el gobierno. Los musulmanes no estaban entusiasmados con las llamadas instituciones democráticas en la India británica, ya que constituían de un cuarto a un tercio de la población, superados en número por los hindúes. Las primeras sesiones del Congreso contenían una minoría de musulmanes, en su mayoría de la élite.
Jinnah dedicó gran parte de su tiempo a su práctica de ley en la década de 1920, pero se mantuvo involucrado políticamente. Jinnah comenzó su vida política al asistir a la reunión anual del XX Congreso, en Bombay en diciembre de 1904. Fue miembro del grupo moderado en el Congreso, lo que favorece la unidad entre hindúes y musulmanes en la consecución de la autonomía, y siguiendo a los líderes tales como Dadabhai Naoroji y Gopal Krishna Gokhale. Se oponía a líderes tales como Tilak y Lala Lajpat Rai, que buscaban una acción rápida hacia la libertad.
En 1906, una delegación de líderes musulmanes encabezada por el Aga Khan le pidieron al nuevo virrey de la India, Lord Minto, que les asegurara su lealtad y para pedir garantías de que en ninguna reforma política estarían protegidos de la "antipática mayoría [hindú]". Insatisfecho con esto, Jinnah escribió una carta al editor del periódico gujarati, preguntando con qué derecho los miembros de la delegación hablan por los musulmanes indios, como fueron elegidos y auto-nombrados. Cuando muchos de los mismos líderes se reunieron en Dhaka en diciembre de ese año para formar la Liga Musulmana para abogar por los intereses de su comunidad, Jinnah se opuso de nuevo. 
El Aga Khan escribió más tarde que era "extrañamente irónico" que Jinnah, llevaría a la Liga de la Independencia, de esto dijo "salió una amarga hostilidad hacia todo lo que yo y mis amigos habían hecho ... nuestro principio de electorados separados ha dividido la nación contra sí misma". En sus primeros años, sin embargo, la Liga no fue influyente y más bien fue ineficaz en la prevención de la derogación de 1911 de la partición de Bengala, una acción vista como un golpe a los intereses musulmanes.
Aunque inicialmente se opuso Jinnah a estos electorados separados para los musulmanes, utilizó este medio para ganar su primer cargo de elección popular en 1909, fue representante musulmán de Mumbai en el Consejo Legislativo Imperial. 
A lo largo de su carrera legal, Jinnah ejerció el derecho de sucesión (con muchos clientes de la nobleza de la India), y en 1911 introdujo la Ley de Validación Habiz para colocar fideicomisos religiosos musulmanes sobre una base jurídica sólida en la legislación india británica. Dos años después, la medida fue aprobada, siendo el primer acto patrocinado por los no funcionarios para pasar al consejo y ser promulgada por el Virrey. Jinnah también designó a un comité que ayudó a establecer la Academia militar india en Dehradun.
En diciembre de 1912, Jinnah se dirigió a la reunión anual de la Liga Musulmana, aunque no era todavía miembro. Se incorporó al año siguiente, a pesar de que seguía siendo un miembro del Congreso, así hizo hincapié en que la pertenencia a la Liga era una segunda prioridad en la "mayor causa nacional" de una India libre. En abril de 1913, fue de nuevo a Gran Bretaña, con el moderado Gokhale, para reunirse con funcionarios en nombre del Congreso. Gokhale indicó más adelante que Jinnah "tiene ciertas cosas en él, que es la libertad de todo prejuicio sectario lo que lo hará el mejor embajador de la unidad entre hindúes y musulmanes". Jinnah llevó otra delegación del Congreso a Londres en 1914, pero debido al inicio de la Primera Guerra Mundial encontró funcionarios poco interesados en las reformas de la India. 
Por coincidencia, estaba en Gran Bretaña, al mismo tiempo un hombre que se convertiría en un gran rival político Mohandas Gandhi, un abogado hindú que había llegado a ser bien conocido por abogar por el satyagraha, Jinnah asistió a una recepción de Gandhi y volvió a casa a la India en enero de 1915.

### Rompimiento con el congreso

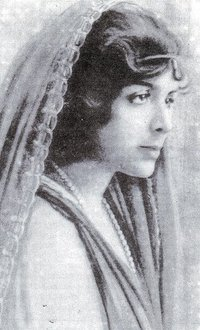
Maryam Jinnah, su segunda esposa

La facción moderada de Jinnah en el Congreso se vio socavada por la muerte de Mehta y Gokhale en 1915; lo que aisló aún más por el hecho de que Naoroji estaba en Londres, donde permaneció hasta su muerte en 1917. Sin embargo, Jinnah trabajó para tener el Congreso y la Liga juntos. En 1916, con Jinnah ahora presidente de la Liga Musulmana firmó  el Pacto de Lucknow, el establecimiento de cuotas para la representación de musulmanes e hindúes en las distintas provincias. Aunque el pacto nunca fue implementado totalmente, su firma marcó el comienzo de un período de cooperación entre el Congreso y la Liga.
Durante la guerra, Jinnah se unió a otros indios moderados en el apoyo al esfuerzo de guerra británica, con la esperanza de que los hindúes serían recompensados con las libertades políticas. Jinnah jugó un papel importante en la fundación de la Liga Autónoma All-India en 1916. Junto con los líderes políticos Annie Besant y Tilak, Jinnah exigió "la autonomía" para la India, un estado de dominio autónomo en el Imperio similar a Canadá, Nueva Zelanda y Australia, aunque, con la guerra, los políticos de Gran Bretaña no estaban interesados en la consideración de la reforma constitucional de la India. El ministro del gabinete británico Edwin Montagu, recordó Jinnah en sus memorias y dijo: " [es] joven, perfectamente educado, aspecto impresionante, armado hasta los dientes con la dialéctica, y la insistencia en el conjunto de su reglas".
En 1918, Jinnah se casó con su segunda esposa Rattanbai Petit "Rutti", 24 años menor que él. Ella era la hija joven de su amigo Sir Dinshaw Petit, de una familia de élite Parsi de Bombay. Hubo una gran oposición a la unión de la familia de Rattanbai y la comunidad Parsi, así como de algunos líderes religiosos musulmanes. Rattanbai desafió a su familia y nominalmente se convirtió al Islam, adoptando (aunque nunca utilizando) el nombre Maryam Jinnah, dando como resultado un distanciamiento permanente de su familia y la sociedad Parsi. La pareja residio en Bombay y viajó con frecuencia a toda la India y Europa. El único hijo de la pareja, Dina, nació el 15 de agosto de 1919. La pareja se separó antes de la muerte de Ruttie en 1929, y, posteriormente,  Fatima Jinnah se ocupó de él y su hijo.
Las relaciones entre los hindúes y británicos eran tensas en 1919, cuando el Consejo Legislativo Imperial extendió restricciones a las libertades civiles y Jinnah renunció . Hubo disturbios en toda la India, que se agravaron después de la masacre de Amritsar en el lugar del mismo nombre. Ahí las tropas británicas dispararon contra una reunión de protesta, matando a cientos de personas. Como consecuencia de Amritsar, Gandhi, que había regresado a la India y convertido en un líder muy respetado y de gran influencia en el Congreso, pidió satyagraha contra los británicos. La propuesta de Gandhi obtuvo un amplio apoyo hindú y también era atractivo para muchos musulmanes de la facción Khilafat. Estos musulmanes, apoyados por Gandhi, buscaron la retención del califato otomano, que suministra el liderazgo espiritual para muchos musulmanes. El califa era el emperador otomano, que se vería privados de ambos cargos, tras la derrota de su país en la Primera Guerra Mundial. 
Gandhi había alcanzado considerable popularidad entre los musulmanes a causa de su trabajo durante la guerra en nombre de los musulmanes muertos o encarcelados. A diferencia de Jinnah y otros líderes del Congreso, Gandhi no llevaba ropa de estilo occidental, hizo todo lo posible para utilizar una lengua indígena en lugar de inglés, y fue profundamente arraigado en la cultura india. El estilo local de Gandhi  ganó gran popularidad entre el pueblo indio. Jinnah criticó la promoción de Gandhi, que vio como una aprobación del fanatismo religioso. Jinnah consideraba la campaña satyagraha como anarquía política, y creía que la autonomía debe ser asegurada por medios constitucionales. Se opuso a Gandhi, pero la marea de la opinión de la India estaba en su contra. 
En la década de 1920 en una sesión del Congreso en Nagpur, Jinnah fue abucheado por los delegados que aprobaron la propuesta de Gandhi, comprometiéndose al satyagraha hasta que la India sea libre. Jinnah no asistió a la reunión posterior de la Liga, que tuvo lugar en la misma ciudad. Donde aprobó una resolución similar; debido a la acción del Congreso al aprobar la campaña de Gandhi, Jinnah renunció a ella, dejando todas sus posiciones excepto en la Liga Musulmana.

## Años salvajes e interludio en Inglaterra
La alianza entre Gandhi y la facción Khilafat no duró mucho tiempo. La campaña de resistencia resultó menos eficaz de lo esperado, ya que las instituciones de la India continuaron funcionando. Jinnah buscó ideas políticas alternativas y contemplaba la organización de un nuevo partido político como rival al Congreso. En septiembre de 1923, Jinnah fue elegido como miembro musulmán de Bombay en la nueva Asamblea Legislativa central. Mostró mucha habilidad como parlamentario, la organización de muchos miembros de la India para trabajar con el Partido Swaraj, y continuó presionando demandas de gobierno responsable completa. En 1925, como reconocimiento a sus actividades legislativas, se le ofreció el título de caballero por Lord Reading, que se retiraba del Virreinato. Él respondió: "Prefiero ser solo Sr. Jinnah".
En 1927, el gobierno británico, bajo el mandato del primer ministro conservador Stanley Baldwin, realizó un examen decenal de la política india dispuesto por la Ley del Gobierno de la India de 1919. La revisión se inició dos años antes, Baldwin temía que iba a perder la próxima elección (que fue el caso en 1929). El Consejo de Ministros fue influenciado por el ministro Winston Churchill, que se opuso firmemente a la autonomía de la India y los miembros esperaban que al tener la comisión designada antes, las políticas de la India que los favorecían, sobrevivirían a su gobierno. La comisión resultante, dirigida por el diputado liberal John Simon, aunque con mayoría de conservadores, llegó a India en marzo de 1928.
Pero encontraron un boicot dirigido por los líderes de la India, musulmanes e hindúes por igual, irritados por la negativa británica de incluir sus representantes en la comisión. Una minoría de los musulmanes, sin embargo, se retiró de la Liga, eligieron dar la bienvenida a la Comisión a Simon y repudiar a Jinnah. Aunque la mayoría de los miembros del consejo ejecutivo de la Liga se mantuvieron leales a Jinnah, ellos asistieron a la reunión de la Liga en diciembre de 1927 y enero de 1928, que le confirmó como presidente permanente de la Liga. En esa sesión, Jinnah dijo a los delegados que "Una guerra ha sido declarada constitucional en Gran Bretaña. Las negociaciones para un acuerdo de no venir de nuestro lado ... Al nombrar una Comisión exclusivamente blanca, [La secretaría de Estado de la India] ... El señor Birkenhead ha declarado nuestra incapacidad para el autogobierno".
Birkenhead en 1928 desafió a los indios para llegar a su propia propuesta de cambio constitucional para la India; En respuesta, el Congreso convocó  un comité bajo la dirección de Nehru. Los grupos de Nehru desfavorecidos en la geografía y dependientes entre sí para la elección no unirían las comunidades. Jinnah, aunque no creía en electorados separados, basados en la religión, necesarias para garantizar musulmanes tenían una voz en el gobierno, estaba dispuesto a ceder en este punto, pero las conversaciones entre las dos partes falló. Entonces, crearon las propuestas que esperaban podría satisfacer una amplia gama de los musulmanes y reunir a la Liga, llamando a la representación obligatoria para los musulmanes en las legislaturas y ministerios. Estos se conocían como sus 14 Puntos.
Después de que Baldwin fuera derrotado en las elecciones parlamentarias británicas de 1929, Ramsay MacDonald del Partido Laborista se convirtió en primer ministro. MacDonald deseó una conferencia de líderes indios y británicos en Londres para discutir el futuro de la India, un curso de acción apoyado por Jinnah. Tres conferencias de mesa redonda siguieron durante tantos años, ninguno de los cuales resultó en un acuerdo. Jinnah fue delegada a las dos primeras conferencias, pero no fue invitado a la última. Permaneció en Gran Bretaña durante la mayor parte del período de 1930 a 1934, practicando como abogado ante el Consejo Privado, donde se ocupó de varios casos relacionados con la India. Sus biógrafos no están de acuerdo sobre por qué permaneció tanto tiempo en Gran Bretaña, Wolpert afirma que si Jinnah hubiera sido nombrado Señor de la Ley, habría permanecido por toda la vida, y que Jinnah buscaría alternativamente un asiento parlamentario. El biógrafo temprano Hector Bolitho negó que Jinnah intentaba entrar en el parlamento británico, mientras que Jaswant Singh considera el tiempo de Jinnah en Gran Bretaña como un año sabático de la lucha india. Bolitho llamó a este período "los años de orden y contemplación de Jinnah, encajados entre el tiempo de la lucha temprana y la última tormenta de la conquista".
En 1931, Fatima Jinnah se unió a su hermano en Inglaterra. A partir de entonces, Muhammad Jinnah recibiría el cuidado personal y el apoyo a medida que envejecía y empezó a sufrir de las enfermedades pulmonares que lo matarían. Fátima  vivió y viajó con él, y se convirtió en un asesor de confianza, mientras su hija Dina, fue educada lejos en Inglaterra y la India. Jinnah más tarde se alejó de Dina después de que ella decidió casarse con un cristiano, Neville Wadia de una prominente familia de negocios Parsi. Cuando Jinnah instó a Dina casarse con un musulmán, ella le recordó que se había casado con una mujer de otra religión y Jinnah continuó cordial con su hija, pero su relación personal era tensa, y ella solo viajo a Pakistán por su funeral.

## La conversión de Jinnah por Iqbal
La influencia, bien documentada, de Muhammad Iqbal en Jinnah, en lo que respecta a tomar la iniciativa en la creación de Pakistán, ha sido descrito como "significativo", "poderoso" e incluso "incuestionable" por los estudiosos. También ha citado como una fuerza influyente en convencer a Jinnah para poner fin a su exilio auto-impuesto en Londres y volver a entrar en la política de la India. Sin embargo, inicialmente, Iqbal y Jinnah eran oponentes, como Iqbal cree Jinnah era ajeno a las crisis que enfrenta la comunidad musulmana de la India. Según Akbar S. Ahmed, esto comenzó a cambiar en los últimos días de Iqbal, antes de su muerte en 1938. Iqbal logrado poco a poco en la conversión de Jinnah a su juicio, que finalmente aceptó Iqbal como su "maestro". Ahmed comenta que en sus notas a las cartas de Iqbal, Jinnah expresó la unanimidad con vistas de Iqbal: que los musulmanes requiere un territorio independiente.
La influencia de Iqbal también provocó una apreciación más profunda de la identidad musulmana dentro de Jinnah. Ahmed afirma que esta unanimidad Jinnah expresa con Iqbal no sólo se extendía a su política, pero sus convicciones generales. La evidencia de esta influencia comenzó a ser revelado a partir de 1937 en adelante. Jinnah comenzó a hacerse eco Iqbal en sus discursos, que comenzó a usar simbología islámica y hablar con los más desfavorecidos. Según Ahmed, "algo había cambiado claramente" en palabras y hechos de Jinnah. Mientras Jinnah todavía defendía la libertad de religión y la protección de las minorías, el modelo que ahora se aspira a que era del profeta Mahoma. Ahmed afirma, además, que los estudiosos que han pintado una imagen secular de Jinnah han leído mal sus discursos, que, según él, debe leerse en el contexto de la historia y la cultura islámica. Como tal, la patria Jinnah pidió a raíz de su "conversión" era de una "naturaleza islámica inequívoca." Este cambio se ha visto que dure por el resto de la vida de Jinnah, que continuó a pedir prestado con frecuencia las ideas "directamente desde Iqbal- incluyendo sus pensamientos sobre la unidad de los musulmanes, en los ideales islámicos de la libertad, la justicia y la igualdad, en la economía, e incluso sobre las prácticas tales como oraciones".
En un discurso público en 1940 tras la muerte de Iqbal, Jinnah expresó su preferencia por la aplicación de la visión de Iqbal, incluso a expensas de convertirse en una regla. Él declaró: "Si vivo para ver el ideal de un estado musulmán siendo alcanzado en la India, y luego se ofreció a hacer una elección entre las obras de Iqbal y el gobierno del estado musulmán, yo preferiría la primera".

## Regreso a la política
A partir de 1933, los musulmanes de la India, especialmente de las provincias unidas, comenzó a instar a Jinnah para volver a la India y retomar su liderazgo de la Liga Musulmana, una organización que había caído en la inactividad. Él permaneció como presidente titular de la Liga, pero se negó a viajar a la India para presidir la sesión de 1933 en abril, escrito que no podía volver allí hasta el final del año.
Entre los que se reunió con Jinnah en busca de su regreso fue Liaqat Ali Khan, que sería un socio importante política de Jinnah en los próximos años y el primer Primer Ministro de Pakistán. A petición de Jinnah, Liaqat discutió el regreso con un gran número de políticos musulmanes y confirmó su recomendación de Jinnah. A principios de 1934, se trasladó a Jinnah el subcontinente, a pesar de que venía entre Londres y la India en el negocio durante los próximos años, la venta de su casa en Hampstead y el cierre de su práctica legal en Gran Bretaña.
Los musulmanes de Bombay elegidos Jinnah, aunque entonces ausente en Londres, como su representante a la Asamblea Legislativa central en octubre de 1934. Ley de Gobierno de la India 1935 del Parlamento británico dio un poder considerable a las provincias de la India, con un parlamento central débil en Nueva Delhi, que no tenía autoridad sobre cuestiones tales como la política exterior, defensa, y gran parte del presupuesto. La potencia total se mantuvo en manos del virrey, sin embargo, que podría disolver asambleas legislativas y gobernar por decreto. La Liga aceptó a regañadientes el esquema, aunque expresando reservas sobre el parlamento débil. El Congreso fue mucho mejor preparados para las elecciones provinciales en 1937, y la Liga no pudo ganar una mayoría de los asientos, incluso musulmanes en cualquiera de las provincias en las que los miembros de esa fe a cabo una mayoría. Se hizo ganar una mayoría de los escaños musulmanes en Delhi, pero no pudo formar un gobierno en cualquier lugar, a pesar de que era parte de la coalición gobernante en Bengala. El Congreso y sus aliados formaron el gobierno, incluso en la Provincia de la Frontera del Noroeste (N.W.F.P.), donde ganó la Liga no hay asientos a pesar del hecho de que casi todos los residentes eran musulmanes.

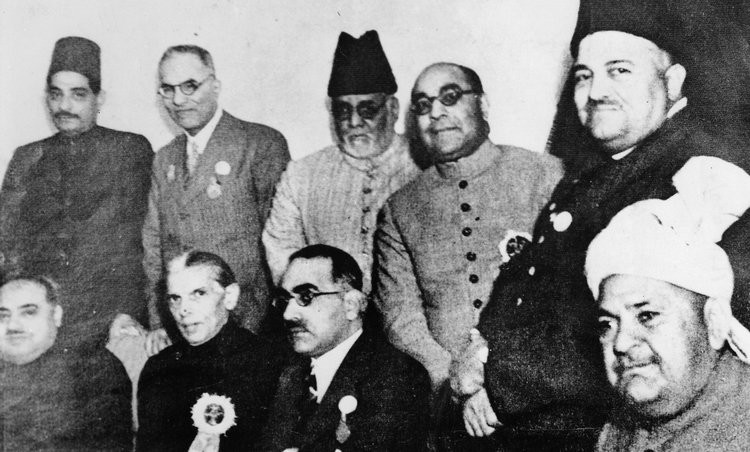
Jinnah (enfrente a la izquierda) con el Comité a cargo de la Liga Musulmana después de una junta en Lucknow en octubre de 1937

Según Singh, "los acontecimientos de 1937 tuvieron una tremenda casi un efecto traumático sobre Jinnah". A pesar de sus creencias de veinte años que los musulmanes podían proteger sus derechos en una India unida a través de electorados separados, los límites provinciales dibujan para preservar mayoría musulmana, y por otras formas de protección de derechos de las minorías, los votantes musulmanes no habían podido unir, con los problemas de Jinnah esperaba llevar hacia adelante perdido en medio de la lucha entre facciones. Singh observa el efecto de las elecciones de 1937 en la opinión política musulmana", cuando el Congreso formó un gobierno con la casi totalidad de los ejes de acción musulmanes se sientan en los bancos de la oposición, los musulmanes no-Congreso se enfrentaron repentinamente con esta cruda realidad de la impotencia política casi total fue traído a casa con ellos, como un rayo de luz, que incluso si el Congreso no ganó un solo asiento musulmanes ... con tal de que obtuvo la mayoría absoluta en la Cámara, en la resistencia de los asientos generales, pudo y se formaría un gobierno enteramente en su propio...".
En los próximos dos años, Jinnah trabajó para conseguir apoyo entre los musulmanes de la Liga. Se aseguró el derecho a hablar en nombre de los gobiernos provinciales liderado por musulmanes bengalíes y Punjabi en el gobierno central en Nueva Delhi (Centro). Él trabajó para ampliar la liga, lo que reduce el costo de la membresía de dos annas (⅛ de una rupia), la mitad de lo que cuesta unirse al Congreso. Reestructuró la Liga a lo largo de las líneas del Congreso, poniendo más poder en un Comité de Trabajo, que él designó. Para diciembre de 1939, Liaqat estimado que la Liga tenía tres millones de miembros de dos-anna.

## Lucha por Pakistán

### Camino a la independencia

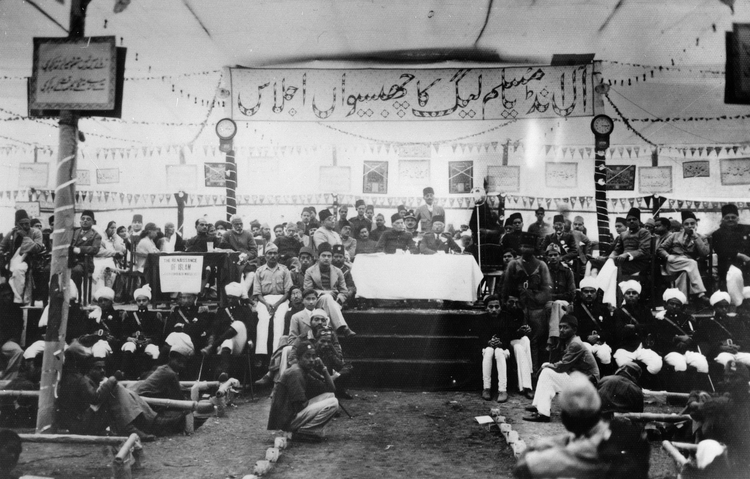
Jinnah se dirige a la sesión de la Liga Musulmana en Patna de 1938

Hasta finales de la década de 1930, la mayoría de los musulmanes del Raj británico espera que, después de la independencia, de ser parte de un estado unitario que abarca la totalidad de la India británica, al igual que los hindúes y otros que propugna la autonomía. A pesar de esto, se están realizando otras propuestas nacionalistas. En un discurso pronunciado en Allahabad a una sesión de la Liga en 1930, Sir Muhammad Iqbal llamó a un estado para los musulmanes en la India. Choudhary Rahmat Ali publicó un folleto en 1933 abogando por un estado "Pakistán" en el Valle del Indo, con otros nombres dados a las zonas de mayoría musulmana en la India en otros lugares. Jinnah e Iqbal correspondieron en 1936 y 1937; en los años siguientes, Jinnah acredita Iqbal como su mentor, y utilizó imágenes y la retórica de Iqbal en sus discursos.
Aunque muchos líderes del Congreso buscaron un gobierno central fuerte para un estado de la India, algunos políticos musulmanes, incluyendo Jinnah, no estaban dispuestos a aceptar esto sin protecciones de gran alcance para su comunidad. Otros musulmanes apoyaron el Congreso, que defendía oficialmente un estado secular en la independencia, aunque el ala tradicionalista (incluidos los políticos como Madan Mohan Malaviya y Vallabhbhai Patel) cree que una India independiente debería promulgar leyes tales como la prohibición de la matanza de vacas y haciendo Hindi una idioma nacional. El fracaso de la dirección del Congreso para desautorizar a los comunistas hindúes preocupó a los musulmanes que apoyan al Congreso. Sin embargo, el Congreso gozó de un considerable apoyo musulmán hasta aproximadamente 1937.
Eventos que se separaron las comunidades incluyeron el intento fallido de formar un gobierno de coalición que incluye el Congreso y la Liga en las Provincias Unidas después de la elección 1937. Según el historiador Ian Talbot, "Los gobiernos provinciales del Congreso hicieron ningún esfuerzo por entender y respetar las sensibilidades culturales y religiosas de sus poblaciones musulmanas. Reivindicaciones de la Liga musulmana que por sí sola podría salvaguardar los intereses musulmanes por lo tanto recibieron un impulso importante. Es significativo que fue solo después de esto período de Congreso descarta que [la Liga] tomó la demanda de un estado de Pakistán".
Balraj Puri en su diario artículo sobre Jinnah sugiere que el presidente de la Liga musulmana, después de la votación de 1937, se volvió a la idea de la partición de "desesperación". El Historiador Akbar S. Ahmed sugiere que Jinnah abandonado la esperanza de la reconciliación con el Congreso como "redescubrir [ó] sus propias [islámica] raíces, su propio sentido de la identidad, de la cultura y la historia, que vendría cada vez más importancia en la final años de su vida". Jinnah también adoptó cada vez más vestido de musulmán a finales del 1930s. A raíz de la votación 1937, Jinnah exigió que la cuestión del reparto de poder ser resuelta en régimen de todo-India, y que él, como presidente de la Liga, se aceptará como el único portavoz de la comunidad musulmana.

### Segunda Guerra Mundial y Resolución de Lahore

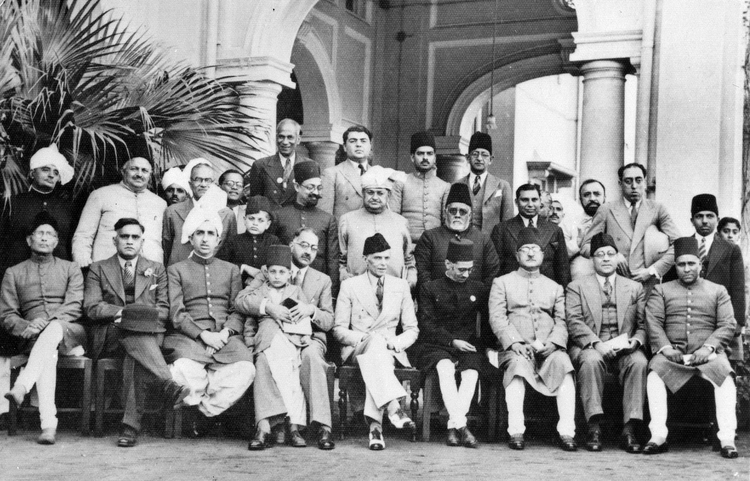
Los líderes de la Liga Musulmana de 1940. Jinnah está sentado en el centro.

El 3 de septiembre de 1939, el primer ministro británico Neville Chamberlain anuncia el comienzo de la guerra con la Alemania nazi. Al día siguiente, el virrey, Lord Linlithgow, sin consultar a los líderes políticos de la India, anunció que la India había entrado en la guerra junto con Gran Bretaña. Hubo protestas generalizadas en la India. Después de reunirse con Jinnah y con Gandhi, Linlithgow anunció que las negociaciones sobre la autonomía se suspendieron durante la duración de la guerra.  El Congreso el 14 de septiembre exigió la independencia inmediata de una asamblea constituyente para decidir una constitución; cuando este se negó, sus ocho gobiernos provinciales renunció el 10 de noviembre y los gobernadores de las provincias a partir de entonces gobernados por decreto durante el resto de la guerra. Jinnah, por el contrario, estaba más dispuesto a dar cabida a los británicos, y ellos a su vez, cada vez él y la Liga reconocidos como los representantes de los musulmanes de la India. JJinnah indicó más adelante, "después de que comenzara la guerra, ...me trataron sobre la misma base que el Sr. Gandhi. Estaba maravillado por eso me ascendieron y dieron un lugar junto con el Sr. Gandhi." A pesar de que la Liga no apoyó activamente el esfuerzo de guerra británico, tampoco lo hizo tratan de obstaculizarlo.
Con los británicos y musulmanes, hasta cierto punto que coopera, el virrey pidió Jinnah para una expresión de la posición de la Liga Musulmana de autogobierno, seguros de que el resultado diferirá mucho de la del Congreso. Para llegar a una posición tal, Comité de Trabajo de la Liga se reunió durante cuatro días en febrero de 1940 establecer los términos de referencia para un sub-comité constitucional. El Comité de Trabajo pidió que el subcomité de regreso con una propuesta que daría lugar a "dominios independientes en relación directa con Gran Bretaña", donde los musulmanes eran dominantes. El 6 de febrero de Jinnah informó al virrey que la Liga Musulmana sería particiónexigente en lugar de la federación se contempla en la Ley de 1935. La Resoluciónde Lahore (a veces llamada la "Resolución de Pakistán", aunque no contiene ese nombre), basado en el trabajo del subcomité, abrazó la teoría de los dos Nación y llamó a la unión de las provincias de mayoría musulmana en el noroeste de India británica, con total autonomía. derechos similares debían conceder las zonas de mayoría musulmana en el este, y las protecciones no especificados dados a las minorías musulmanas en otras provincias. La resolución fue aprobada por lasesión de Liga en Lahore el 23 de marzo de 1940.

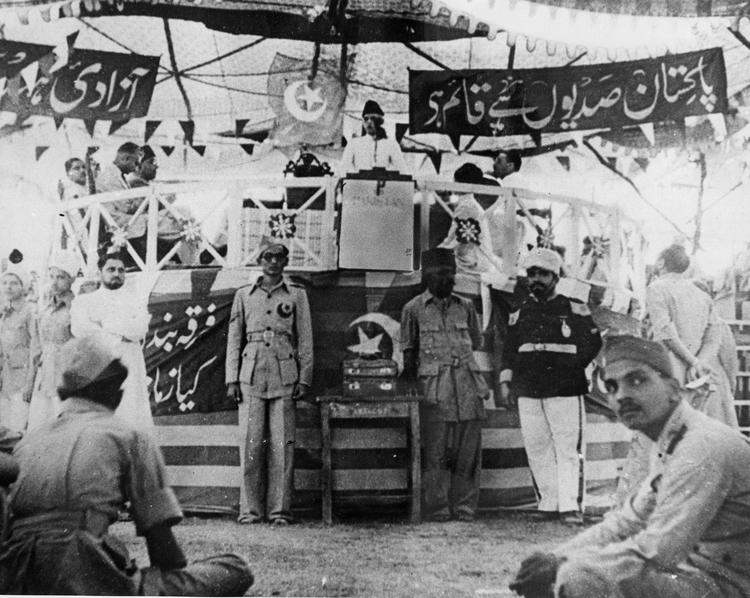
Jinnah hace un discurso en Nueva Delhi, 1943

La reacción de Gandhi a la Resolución de Lahore fue silenciado; lo llamó "desconcertante", pero dijo a sus discípulos que los musulmanes, en común con otras personas de la India, tenían el derecho a la libre determinación. Los líderes del Congreso fueron más vocal; Jawaharlal Nehru se refiere a Lahore como "fantásticas propuestas de Jinnah", mientras que Chakravarti Rajagopalachari considerará las opiniones de Jinnah en la partición "un signo de una mentalidad enferma". Linlithgow se reunió con Jinnah en junio de 1940, poco después de Winston Churchill se convirtió en el primer ministro británico, y en agosto se ofreció tanto el Congreso y la Liga a un acuerdo por el que, a cambio de total apoyo a la guerra, Linlithgow permitiría la representación india en sus principales consejos de guerra. El virrey prometió un órgano representativo después de la guerra para determinar el futuro de la India, y que ningún arreglo futuro se impondría a las objeciones de una gran parte de la población. Este fue satisfactoria para que ni el Congreso ni la Liga, aunque Jinnah se ha mostrado satisfecho de que los británicos se había movido hacia el reconocimiento de Jinnah como representante de los intereses de la comunidad musulmana. Jinnah era reacio a hacer propuestas específicas en cuanto a los límites de Pakistán, o sus relaciones con Gran Bretaña y con el resto del subcontinente, por temor a que cualquier plan preciso dividiría la Liga.
El ataque japonés a Pearl Harbor en diciembre de 1941 llevó a los Estados Unidos en la guerra. En los meses siguientes, los japoneses avanzaron en el sudeste asiático, y el gabinete británico envió una misión dirigida por Sir Stafford Cripps para tratar de congraciarse con los indios y hacer que respalden plenamente la guerra. Cripps propone dar algunas provincias lo que se denominó la "opción local" a permanecer fuera de un gobierno central de la India, ya sea por un período de tiempo o permanentemente, para convertirse en dominios tales o ser parte de otra confederación. La Liga Musulmana estaba lejos de ser seguro de ganar los votos legislativos que serían necesarios para las provincias mixtos, como Bengala y Punjab para la secesión, y Jinnah rechazó las propuestas como no reconocer suficientemente el derecho del Pakistán de existir. El Congreso también rechazó el plan Cripps, exigiendo concesiones inmediatos que Cripps no estaba dispuesto a dar A pesar del rechazo, Jinnah y la Liga vieron la propuesta Cripps como el reconocimiento de Pakistán, en principio.

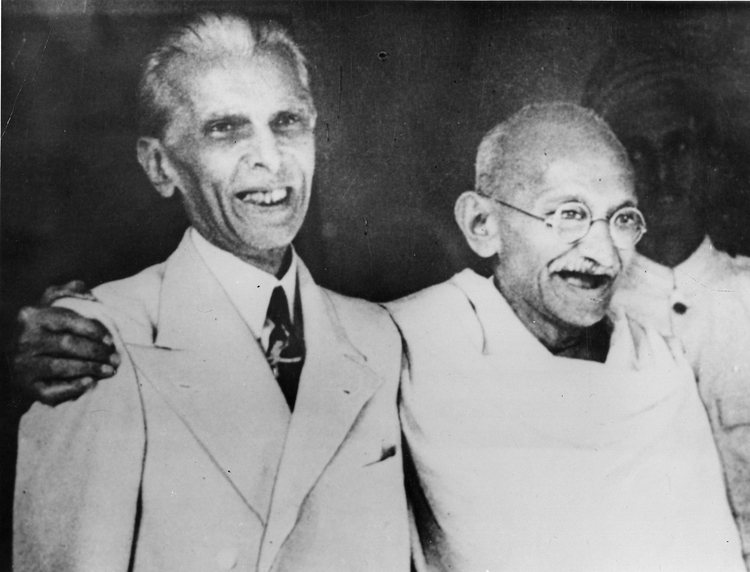
Jinnah con Mahatma Gandhi en Bombay de 1944

El Congreso siguió la misión Cripps no exigiendo, en agosto de 1942, que los británicos inmediatamente "Quit India", anunciando una campaña masiva de satyagraha hasta que lo hicieran. Los británicos rápidamente detenido mayoría de los principales líderes del Congreso y los encarceló para el resto de la guerra. Gandhi, sin embargo, fue puesto en arresto domiciliario en uno de los palacios del Aga Khan antes de su liberación por razones de salud en 1944. Con los líderes del Congreso ausentes de la escena política, Jinnah advirtió contra la amenaza de la dominación hindú y mantuvo su demanda de Pakistán sin entrar en detalles acerca de lo que ello implicaría. Jinnah también trabajó para aumentar el control político de la Liga a nivel provincial. Ayudó a fundar el diario Dawn a principios de 1940 en Nueva Delhi; que ayudó a difundir el mensaje de la Liga y con el tiempo se convirtió en el principal periódico en idioma inglés de Pakistán.
En septiembre de 1944, Jinnah y Gandhi, que para entonces había sido liberado de su prisión palaciega, se reunieron por primera vez en la casa del líder musulmán en Malabar Hill, en Bombay. Dos semanas de conversaciones siguieron, lo que dio lugar a ningún acuerdo. Jinnah insistió en Pakistán se concedió antes de la partida de los británicos, y lleguen a ser de inmediato a su salida, mientras que Gandhi propuso que los plebiscitos sobre partición se producen en algún momento después de una India unida obtuvo su independencia. A principios de 1945, Liaqat y el líder del Congreso Warden se reunió, con la aprobación de Jinnah y acordó que después de la guerra, el Congreso y la Liga deben formar un gobierno provisional y que los miembros del Consejo Ejecutivo del Virrey debe ser designado por el Congreso y la Liga en igual número. Cuando la dirección del Congreso fue puesto en libertad en junio de 1945, que repudiaron el acuerdo y censurados Desai por actuar sin la debida autorización.

### Postguerra
El mariscal de campo vizconde Wavell logró Linlithgow como virrey en 1943. En junio de 1945, tras la publicación de los líderes del Congreso, Wavell convocó a una conferencia, e invitó a las figuras más destacadas de las diversas comunidades a reunirse con él en Simla. Propuso un gobierno temporal a lo largo de las líneas que Liaqat y Desai habían acordado. Sin embargo, Wavell estaba dispuesto a garantizar que los candidatos solo el de la Liga serían colocados en los asientos reservados para los musulmanes. Todos los demás grupos invitados presentaron listas de candidatos al Virrey. Wavell cortó la conferencia corta a mediados de julio sin buscar, además, un acuerdo; con una elección general británica inminente, el gobierno de Churchill no se sentía que podía proceder.

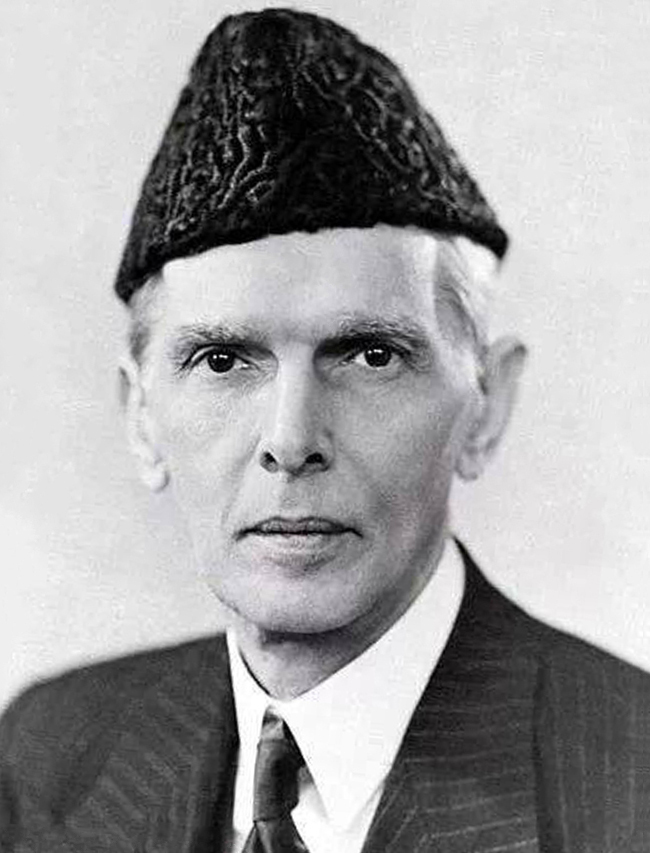
Retrato de Jinnah usando un sombrero Karakul (1945)

Los británicos volvieron Clement Attlee y su Partido del Trabajo a finales de julio. Attlee y su secretario de Estado para la India, Lord Frederick Pethick-Lawrence, de inmediato ordenó una revisión de la situación de la India. Jinnah tenía comentarios sobre el cambio de gobierno, pero llamó a una reunión de su Comité de Trabajo y emitió una declaración llamando a nuevas elecciones en la India. La Liga celebró influencia a nivel provincial en los estados de mayoría musulmana en su mayoría por la alianza, y Jinnah cree que, dada la oportunidad, la Liga mejoraría su posición electoral y prestar mayor apoyo a su pretensión de ser el único portavoz de los musulmanes. Wavell volvió a la India en septiembre después de consultar con sus nuevos amos en Londres; elecciones, tanto para el centro y para las provincias, se dieron a conocer poco después. El británico indicó que la formación de un cuerpo de constitución-fabricación seguiría los votos.
La Liga Musulmana declaró que iban a hacer campaña en un solo tema: Pakistán. Hablando en Ahmedabad, Jinnah se hizo eco de esto, «Pakistán es una cuestión de vida o muerte para nosotros».  En las elecciones de diciembre de 1945 para la Asamblea Constituyente de la India, la Liga ganaron todos los asientos reservados para los musulmanes. En las elecciones provinciales de enero de 1946, la Liga tomó el 75% de los votos musulmanes, un aumento del 4,4% en 1937. Según su biógrafo Bolitho, «[e]ste era hora gloriosa de Jinnah: sus arduas campañas políticas, sus creencias sólidas y reclamaciones, finalmente han sido justificados». Wolpert escribió que la elección que muestra la Liga «apareció para demostrar el atractivo universal de Pakistán entre los musulmanes del subcontinente». El Congreso que dominó la central de ensamblaje, sin embargo, a pesar de que perdió cuatro escaños de su fuerza anterior. Durante este tiempo Muhammad Iqbal introdujo Jinnah a Ghulam Ahmed Pervez, a quien nombró Jinnah para editar una revista, Tolu-e-Islam, para propagar la idea de un estado musulmán independiente.
En febrero de 1946, el gabinete británico resolvió enviar una delegación a la India para negociar con los líderes allí. Esta misión del gabinete incluyó Cripps y Pethick-Lawrence. La delegación de más alto nivel para tratar de romper el punto muerto, que llegó a Nueva Delhi a finales de marzo. Poco negociación se había hecho desde octubre del año anterior debido a las elecciones en la India. El británico en de mayo de dio a conocer un plan para que comprende un estado de la India unida sustancialmente provincias autónomas, y llamó a "grupos" de provincias formadas sobre la base de la religión. Cuestiones tales como la defensa, las relaciones exteriores y las comunicaciones serían manejadas por una autoridad central. Provincias tendrían la opción de dejar la unión del todo, y no habría un gobierno interino con representación del Congreso y la Liga. Jinnah y su Comité de Trabajo aceptaron este plan en junio, pero se vino abajo sobre la cuestión de cómo muchos miembros del gobierno provisional, el Congreso y la Liga tendrían, y sobre el deseo del Congreso para incluir un miembro musulmán en su representación. Antes de salir de la India, los ministros británicos declararon que tenían la intención de inaugurar un gobierno provisional, incluso si uno de los principales grupos no estaba dispuesto a participar.

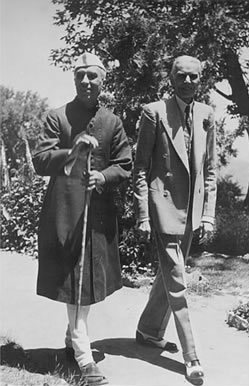
Nehru (izquierda) y Jinnah juntos en Shimla en 1946.

El Congreso pronto se unió al nuevo ministerio indio. La Liga fue más lento para hacerlo, no entrando hasta octubre de 1946. En aceptar que la Liga de unirse al gobierno, Jinnah abandonó sus demandas por la paridad con el Congreso y el poder de veto sobre cuestiones relativas a los musulmanes. El nuevo ministerio se reunió en medio de un telón de fondo de los disturbios, especialmente en Calcuta. El Congreso quería que el Virrey de convocar inmediatamente a la asamblea constituyente y comenzar el trabajo de escribir una constitución y sintió que los ministros de la Liga o bien debe unirse en la solicitud o renunciar al gobierno. Wavell intentó salvar la situación al volar líderes como Jinnah, Liaqat, y Jawaharlal Nehru a Londres en diciembre de 1946. Al final de las conversaciones, los participantes emitieron una declaración de que la Constitución no se vería obligado en cualquier parte involuntarios de la India. En el camino de regreso de Londres, Jinnah y Liaqat detuvieron en El Cairo durante varios días de reuniones panislámicos.
El Congreso apoya la declaración conjunta de la conferencia de Londres sobre el disenso airada de algunos elementos. La Liga se negó a hacerlo, y no tomó parte en las discusiones constitucionales.  Jinnah había estado dispuesto a considerar algunos enlaces continuó Hindustan (como el estado de mayoría hindú que se formó en la partición se denomina a veces), como un militar conjunta o las comunicaciones. Sin embargo, en diciembre de 1946, insistió en un Pakistán totalmente soberano con statu dominios.
Tras el fracaso del viaje a Londres, Jinnah tenía ninguna prisa para llegar a un acuerdo, teniendo en cuenta que el tiempo le permitiría ganar las provincias indivisas de Bengala y el Punjab de Pakistán, pero estos, provincias pobladas ricos tenían las minorías no musulmanas considerables, lo que complica un asentamiento. El ministerio Attlee se desea una salida rápida de la India británica, pero tuvo poca confianza en Wavell para lograr ese fin. A partir de diciembre de 1946, los funcionarios británicos comenzaron a buscar un sucesor virreinal a Wavell, y pronto fijos en Almirante Lord Mountbatten de Birmania, un líder de guerra popular entre los conservadores como el bisnieto de la reina Victoria y entre Trabajo por sus puntos de vista políticos.

### Mountbatten e independencia
El 20 de febrero de 1947, Attlee anunció el nombramiento de Mountbatten, y que Gran Bretaña transferiría el poder en la India, a más tardar en junio de 1948. Mountbatten asumió el cargo de Virrey el 24 de marzo de 1947, dos días después de su llegada a la India. Para entonces, el Congreso había llegado en torno a la idea de la partición. Nehru declaró en 1960, "la verdad es que estábamos cansados y los hombres que estaban haciendo en años... El plan de partición ofreció una salida y nos lo tomamos." Los líderes del Congreso decidieron que después de haber atado flojamente provincias de mayoría musulmana como parte de un futuro la India no valía la pena la pérdida del gobierno de gran alcance en el centro que deseaban. Sin embargo, el Congreso insistido en que si Pakistán se convirtiera independiente, Bengala y Punjab tendrían que dividirse.

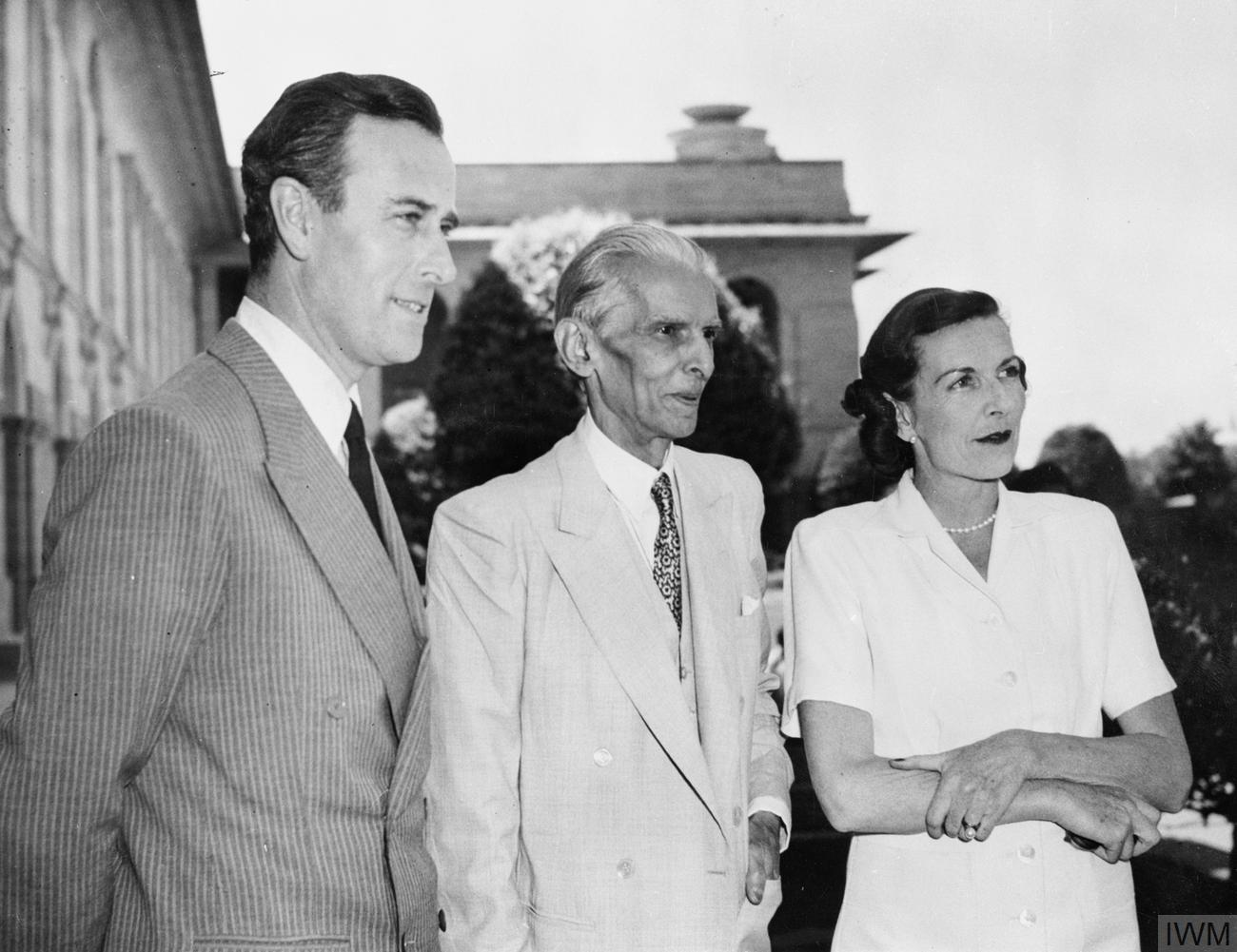
Lord Louis Mountbatten y su esposa Edwina Mountbatten con Jinnah en 1947

Mountbatten había sido advertido en sus documentos de información que Jinnah sería su "cliente más dura" que habían demostrado ser una molestia crónica porque "nadie en este país [India] había conseguido hasta ahora en la mente de Jinnah". Los hombres se reunieron durante seis días, comenzando el 5 de abril. Las sesiones comenzaron la ligera cuando Jinnah, fotografiado entre Louis y Edwina Mountbatten, bromeó "Una rosa entre dos espinas", que tuvo el Virrey, tal vez sepa, como prueba de que el líder musulmán había pre-planeado su broma, pero había esperado que la virreina para estar en la mitad. Mountbatten no quedó favorablemente impresionado con Jinnah, que expresa la frustración en repetidas ocasiones a su personal acerca de la insistencia de Jinnah en Pakistán en la cara de todos los argumentos.
Jinnah teme que al final de la presencia británica en la India, se volverían control sobre la Asamblea Constituyente dominada por el Congreso, poniendo los musulmanes en desventaja en el intento de ganar autonomía. Exigió que Mountbatten dividir el ejército antes de la independencia, lo que llevaría al menos un año. Mountbatten había esperado que los arreglos posteriores a la independencia incluirían una fuerza de defensa común, pero Jinnah lo vio como esencial que un Estado soberano debe tener sus propias fuerzas. Mountbatten se reunió con Liaqat el día de su última sesión con Jinnah, y llegó a la conclusión, como le dijo a Attlee y el Consejo de Ministros en mayo, que "ha quedado claro que la Liga Musulmana sería recurrir a las armas si Pakistán en alguna forma no se concedió." El Virrey también fue influenciado por reacción de los musulmanes negativa al informe constitucional de la asamblea, que prevé amplios poderes para el gobierno central posterior a la independencia
El 2 de junio, el plan final fue dada por el virrey a los líderes de la India: el 15 de agosto, los británicos entregar el poder a los dos dominios. Las provincias votarían sobre si continuar en el montaje de los componentes existentes o tener una nueva, es decir, para unirse a Pakistán. Bengala y Punjab también votarían, tanto en la cuestión de qué montaje para unirse, y en la partición. Una comisión de límites determinaría las líneas finales en las provincias con particiones. Plebiscitos se llevarían a cabo en la Provincia de la Frontera del Noroeste (que no contaba con un gobierno de la Liga a pesar de una población mayoritariamente musulmana), y en la mayoría musulmanes distrito de Sylhet de Assam, al lado de Bengala oriental. El 3 de junio de Mountbatten, Nehru, Jinnah y líder sij Baldev Singh hizo el anuncio formal por radio.  Jinnah ha concluido su discurso con "Pakistán zindabad" (Viva Pakistán), que no estaba en el guion. En las semanas que siguieron Punjab y Bengala emitir los votos que dieron lugar a la partición. Sylhet y el N.W.F.P. votado para emitir sus lotes con Pakistán, una decisión unidos por las asambleas en Sind y Baluchistán.

## Gobernador general

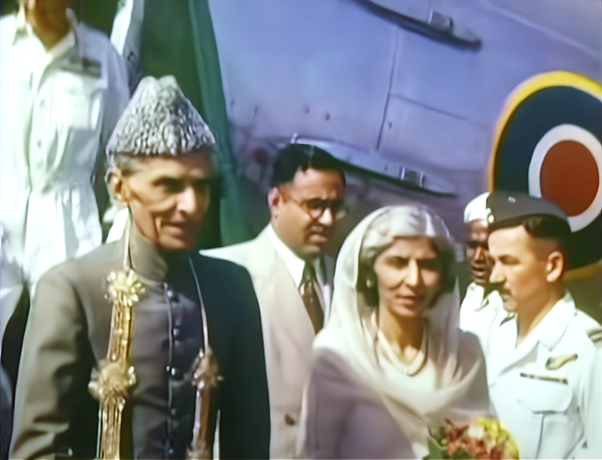
Jinnah arrivando a Inglaterra junto a su hermana

La Comisión Radcliffe, dividiendo Bengala y Punjab, completó su trabajo e informó a Mountbatten el 12 de agosto; el último Virrey a cabo los mapas hasta el 17, que no quería echar a perder las celebraciones de la independencia de ambas naciones. Ya había habido violencia y el movimiento de las poblaciones étnicamente cargada; publicación de la Línea Radcliffe dividiendo las nuevas naciones provocó la migración masiva, el asesinato y la limpieza étnica. Muchos en el "lado equivocado" de las líneas huyeron o fueron asesinados, o asesinados otros, con la esperanza de hacer hechos sobre el terreno que revertir el veredicto de la comisión. Radcliffe escribió en su informe que sabía que ninguna de las partes sería feliz con su premio; él disminuyó su tasa por el trabajo. Christopher Beaumont, el secretario privado de Radcliffe, escribió más tarde que Mountbatten "debe tener la culpa, aunque no la única culpa-de las matanzas en el Punjab en el que entre 500.000 y un millón de hombres, mujeres y niños perecieron". Nada menos que 14.500.000 personas reubicadas entre la India y Pakistán, durante y después de la partición. Jinnah hizo lo que pudo para los 8 millones de personas que emigraron a Pakistán; aunque por ahora más de 70 y frágil de dolencias pulmonares, que viajó a través de Pakistán Occidental y personalmente supervisó el suministro de ayuda. Según Ahmed, "Lo que Pakistán necesita desesperadamente en esos primeros meses fue un símbolo del estado, uno que unificaría las personas y les dé el valor y determinación para tener éxito."
Jinnah tenía un calvario problemático con los PFNM. El referéndum de PFNM julio de 1947, la posibilidad de ser parte de Pakistán o la India, había sido contaminado con baja participación electoral como menos del 10% de la población total se les permitió participar en el referéndum. El 22 de agosto de 1947, justo después de una semana de convertirse en gobernador general Jinnah disolvió el gobierno electo del Dr. Khan Abdul Jabbar Khan. Más tarde, Abdul Qayyum Khan fue puesto en su lugar por Jinnah, en la provincia Pukhtoon dominado a pesar de él ser un Kashmiri. El 12 de agosto de 1948, la matanza de Babra en Charsadda se le ordenó que resulta en la muerte de 400 personas alineadas con el movimiento Khudai Khidmatgar.
Junto con Liaqat y Abdur Rab Nishtar, Jinnah presentó los intereses de Pakistán en el Consejo de División para dividir apropiadamente los activos públicos entre India y Pakistán. Pakistán se suponía recibir una sexta parte de los activos del gobierno anterior a la independencia, cuidadosamente dividido por acuerdo, incluso especificando el número de hojas de papel cada lado recibirían. El nuevo estado de la India, sin embargo, era lento para entregar, con la esperanza para el colapso del gobierno paquistaní naciente, y el reencuentro. Algunos miembros de la Administración Pública de la India y el Servicio de Policía de la India habían elegido Pakistán, lo que resulta en la falta de personal. los productores de cultivos encontraron sus mercados en el otro lado de una frontera internacional. Había escasez de maquinaria, no todos los cuales se hizo en Pakistán. Además del problema masivo de refugiados, el nuevo gobierno trató de salvar los cultivos abandonados, establecer la seguridad en una situación caótica, y proporcionar servicios básicos. Según el economista Yasmeen Niaz Mohiuddin en su estudio de Pakistán, aunque Pakistán nació en el derramamiento de sangre y la agitación, que sobrevivió en los meses iniciales y difíciles después de la partición sólo a causa de los tremendos sacrificios hechos por su gente y los esfuerzos desinteresados de su gran líder ."
El Príncipe del Estado de la India, de los cuales había varios cientos, fueron aconsejados por los británicos saliendo a elegir si unirse a Pakistán o la India. La mayoría lo hizo antes de la independencia, pero los holdouts contribuido a lo que se han convertido en divisiones duraderas entre las dos naciones. Los líderes indígenas se enojara por Jinnah de cortejar a los príncipes de Jodhpur, Bhopal y Indore a adherirse a Pakistán-estos estados principescos no frontera con Pakistán, y cada uno tenía una población de mayoría hindú. El estado principesco costera de Junagadh, que tenía una población de mayoría hindú, accedió a Pakistán en septiembre de 1947, con dewan de su gobernante, Sir Shah Nawaz Bhutto, entregando personalmente los documentos de adhesión a Jinnah. El ejército de la India ocupaba el principado en noviembre, obligando a sus antiguos líderes, incluyendo Bhutto, a huir a Pakistán, a partir de los políticamente poderosos de la familia Bhutto.
El más polémico de los conflictos fue, y sigue siendo, que a lo largo del estado principesco de Cachemira. Tenía una población de mayoría musulmana y un maharajá hindú, Sir Hari Singh, que se estancó su decisión sobre qué nación a unirse. Con la población en revuelta en octubre de 1947, ayudado por fuerzas irregulares paquistaníes, el maharajá se adhirió a la India; Las tropas indias fueron transportados por aire en. Jinnah se opuso a esta acción, y ordenó que las tropas paquistaníes se mueven en Cachemira. El Ejército paquistaní todavía estaba al mando de oficiales británicos, y el oficial al mando, el general Sir Douglas Gracey, negó el pedido, indicando que él no se movería en lo que él considera el territorio de otro país sin la aprobación de una autoridad superior, que no llegó. Jinnah retiró la orden. Esto no impidió que la violencia en ese país, que ha degenerado en guerra entre la India y Pakistán, de vez en cuando desde entonces.
Algunos historiadores afirman que Jinnah de cortejar a los gobernantes de los estados de mayoría hindú y su gambito con Junagadh son evidencia de la mala intención hacia la India, como Jinnah había promovido la separación de la religión, sin embargo, trató de obtener la adhesión de los estados de mayoría hindú. En su libro Patel: Una vida, Rajmohan Gandhi afirma que Jinnah esperaba para un plebiscito en Junagadh, sabiendo Pakistán perdería, en la esperanza de que se estableció el principio de Cachemira. A pesar de la Resolución 47 del Consejo de Seguridad de las Naciones Unidas expedidos a petición de la India por un plebiscito en Cachemira después de la retirada de las fuerzas paquistaníes, esto nunca ha ocurrido.
En enero de 1948, el gobierno de la India finalmente accedió a pagar su parte de Pakistán activos de British India. Se vieron forzados por Gandhi, que amenazaba un ayuno hasta la muerte. Sólo unos días más tarde, Gandhi fue asesinado por Nathuram Godse, un nacionalista hindú, que creía que Gandhi era pro-musulmanes. Jinnah hizo una breve declaración de condolencia, llamando Gandhi "uno de los hombres más grandes producidos por la comunidad hindú".
En un programa de radio dirigido a la población de EE.UU. emitidos en febrero de 1948, Jinnah dijo:

La Constitución de Pakistán aún no se ha enmarcado por la Asamblea Constituyente de Pakistán, no sé cuál es la forma final de la constitución va a ser, pero estoy seguro de que va a ser de un tipo democrático, que incorpora los principios esenciales del Islam . Hoy en día estos son tan aplicables en la vida real ya que eran hace 1300 años. Islam y su idealismo nos han enseñado la democracia. Se ha enseñado la igualdad del hombre, la justicia y el juego limpio a todo el mundo. Somos los herederos de estas gloriosas tradiciones y estamos completamente vivos a nuestras responsabilidades y obligaciones como autores de la futura constitución de Pakistán.

En marzo de Jinnah, a pesar de su deteriorada salud, hizo su única visita posterior a la independencia de Pakistán Oriental. En un discurso ante una multitud estimada en 300,000, Jinnah declaró (en inglés) que urdu por sí solo debería ser el idioma nacional, creyendo que era necesario un solo idioma para una nación a permanecer unidos. Las personas de habla bengalí del Pakistán Oriental se opusieron fuertemente a esta política, y en 1971 la cuestión de lengua oficial era un factor en la secesión de la región para formar Bangladesh.
Después de la creación de Pakistán, billetes de curso legal paquistaníes tenían la imagen de George V impreso en ellos. Estas notas estaban en circulación hasta 30 de junio de 1949. Sin embargo, el 1 de abril de 1949, estas notas se marcan con "Gobierno de Pakistán" y fueron utilizados como monedas de curso legal. El mismo día, el entonces ministro de Finanzas de Pakistán, Ghulam Muhammad, presentó un nuevo conjunto de siete monedas en Jinnah en la Cámara de gobernador y se emitieron las primeras monedas acuñadas por el Gobierno de Pakistán.

## Qaid-e-Azam
Qaid-e-Azam (El gran Líder) es el título de Jinnah primer gobernador general del Pakistán desde la independencia hasta su muerte. Este es un título honorífico dado a un hombre considerado la fuerza impulsora detrás de la creación de su país, estado o nación. Otro título de Jinnah es Baba-i-qaum (Padre de la Nación). Su cumpleaños se observa como una fiesta nacional El título Quaid-e Azam fue dado a Jinnah en un principio por Ferozuddin Mian Ahmed que se convirtió en un título oficial el 11 de agosto de 1947, con la resolución de Liaqat Ali Khan en la Asamblea Constituyente de Pakistán. Hay algunas fuentes que avalan que Gandhi le dio ese título.

## Enfermedad y muerte

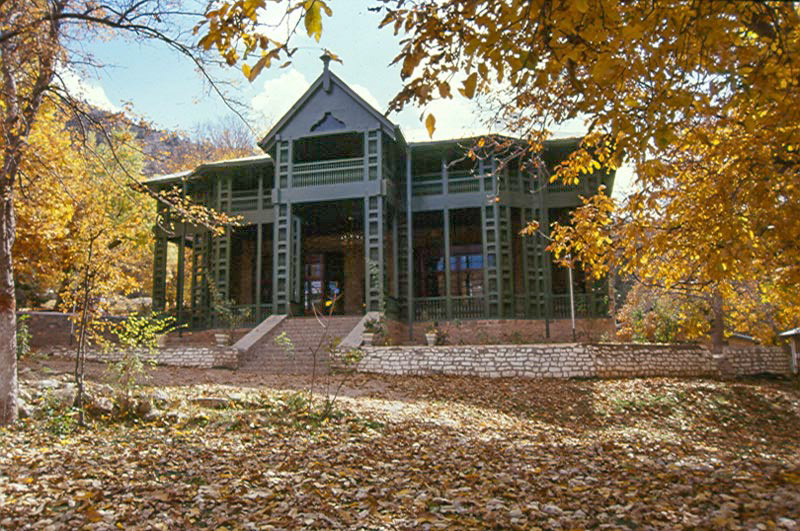
Jinnah pasó muchos de los últimos días de su vida en la residencia de la Universidad Quaid-e-Azam, en Ziarat, Pakistán.

Desde la década de 1930, Jinnah sufría de tuberculosis; sólo su hermana y algunos otros cercanos a él eran conscientes de su condición. Jinnah creía que el conocimiento público de sus dolencias pulmonares podrían hacerle daño políticamente. En una carta de 1938, escribió a un seguidor que "debe haber leído en los periódicos que durante mis viajes... he sufrido, que no era porque no había nada de malo en mí, pero las irregularidades [del programa], y sobre –strain dicho sobre mi salud– ".  Muchos años más tarde, Mountbatten afirmó que si hubiera sabido Jinnah fue tan mal físicamente, habría estancado, esperando la muerte de Jinnah evitaría partición. Fatima Jinnah escribió más tarde, "incluso en su hora de triunfo, el Qaid-e-Azam estaba gravemente enfermo... Él trabajó en un frenesí de consolidar Pakistán. Y, por supuesto, totalmente descuidado su salud..." Jinnah trabajó con una lata de Craven "A" cigarrillos en su escritorio, de la que había fumado 50 o más al día durante los 30 años anteriores, así como una caja de cigarros cubanos. A medida que su salud empeoró, tomó más tiempo y más tiempo de descanso se rompe en el ala privada de la Casa de Gobierno en Karachi, donde sólo él, se les permitió Fátima y los criados.
En junio de 1948, él y Fatima volaron a Quetta, en las montañas de Baluchistán, donde el clima era más frío que en Karachi. No podía descansar por completo allí, frente a los oficiales en el Colegio de Comando y Estado Mayor diciendo, "que, junto con las otras fuerzas de Pakistán, son los guardianes de la vida, la propiedad y el honor del pueblo de Pakistán". Volvió a Karachi para la ceremonia de Inauguración el 1 de julio por el Banco Central de Pakistán, en la que habló. Una recepción por el comisario de Comercio de Canadá de la noche en honor del día de dominio fue el último acto público que asistió.
El 6 de julio de 1948, Jinnah volvió a Quetta, pero por consejo de los médicos, luego viajó a un refugio aún mayor en Ziarat. Jinnah había sido siempre reacios a someterse a tratamiento médico, pero al darse cuenta de que su estado era cada vez peor, el gobierno paquistaní envió los mejores médicos que podría encontrar para tratarlo. Las pruebas confirmaron tuberculosis, y también mostraron evidencia de cáncer de pulmón avanzado. Jinnah se informó y solicitó la información completa de su enfermedad y de atención en cómo se le dijo a su hermana. El paciente fue tratado con la nueva "droga milagrosa" de la estreptomicina, pero no sirvió de nada. condición de Jinnah continuó deteriorándose a pesar de las oraciones del Eid de su pueblo. Fue trasladado a la altitud más baja de Quetta el 13 de agosto, la víspera del Día de la Independencia, para el que se emitió un comunicado fantasma-escrito para él. A pesar de un aumento en el apetito (que después se pesa poco más de 36 kg, estaba claro que sus médicos de que si iba a volver a Karachi en la vida, tendría que hacerlo muy pronto. Jinnah, sin embargo, era reacio a ir, no se desea sus ayudantes que lo ven como un paralítico en una camilla.
Para el 9 de septiembre de Jinnah también había desarrollado una neumonía. Los médicos le insta a volver a Karachi, donde podría recibir mejor atención, y con su acuerdo, que fue trasladado allí el 11 de septiembre. El Dr. Ilahi Bux, su médico personal, cree que el cambio de la mente de Jinnah fue causado por el conocimiento previo de la muerte. El avión aterrizó en Karachi por la tarde, para ser recibidos por la limusina de Jinnah, y una ambulancia en la que se colocó la camilla de Jinnah. La ambulancia se averió en el camino a la ciudad, y el gobernador general y los que con él esperó a otra para llegar; no pudo ser colocado en el coche, y no pudo incorporarse. Esperaron por el borde de la carretera en calor sofocante como camiones y autobuses pasaban, no aptos para el transporte del moribundo y con sus ocupantes sin saber de la presencia de Jinnah. Después de una hora, la ambulancia reemplazo, vino, y se transporta Jinnah a la Casa de Gobierno, llegando allí más de dos horas después del aterrizaje. Jinnah murió a las 10:20 en su casa en Karachi el 11 de septiembre de 1948 en la edad de 71 años, poco más de un año después de la creación de Pakistán.
El primer ministro indio Jawahar Lal Nehru declaró a la muerte de Jinnah, "¿Cómo le juzguemos? He estado muy enojado con él a menudo durante los últimos años. Pero ahora no hay amargura en el pensamiento de él, sólo una gran tristeza por todo lo que ha sido... él tuvo éxito en su búsqueda y ganó su objetivo, pero a qué costo y con qué diferencia de lo que había imaginado". Jinnah fue enterrado el 12 de septiembre de 1948 en medio de luto oficial en la India y Pakistán; un millón de personas se reunieron para su funeral. Indio gobernador general Rajagopalachari canceló una recepción oficial de ese día en honor del fallecido líder. Hoy en día, Jinnah se apoya en un gran mausoleo de mármol, Mazar-e-Qaid, en Karachi.

## Secuelas

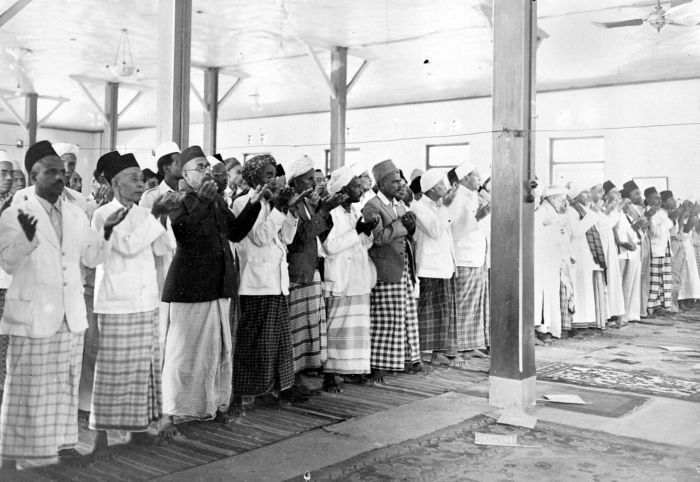
Servicios especiales y oraciones se llevaron a cabo en la mezquita Kwitang de Yakarta (Indonesia) después de la muerte de Jinnah.

Dina Wadia, la hija de Jinnah, permaneció en la India después de la independencia en última instancia, antes de establecerse en la ciudad de Nueva York. En la elección presidencial de 1965, Fatima Jinnah, por entonces conocido como Madar-e-Millat (Madre de la Nación), se convirtió en el candidato presidencial de una coalición de partidos políticos que se opusieron al régimen del presidente Ayub Khan, pero no tuvo éxito.
La Casa de Jinnah en Malabar Hill, Bombay, se encuentra en poder del Gobierno de la India, pero el tema de su propiedad ha sido cuestionada por el Gobierno de Pakistán. Jinnah había solicitado personalmente el primer ministro Nehru para preservar la casa, con la esperanza de que un día podría volver a Bombay. Hay propuestas de la casa se ofrecerá al gobierno de Pakistán para establecer un consulado en la ciudad como un gesto de buena voluntad, pero Dina Wadia también ha pedido la propiedad.
Tras la muerte de Jinnah, su hermana Fátima pidió a la corte para ejecutar la voluntad de Jinnah bajo la ley islámica chiita. Este posteriormente se convirtió en la parte del argumento en Pakistán sobre la afiliación religiosa de Jinnah. Vali Nasr dice Jinnah "era un Ismaili por nacimiento y un chiíta Twelver por la confesión, aunque no es un hombre religioso observador". En un desafío legal en 1970, Hussain Ali Jinnah Ganji Walji afirmaba se había convertido al Islam sunita, pero el Tribunal Supremo rechazó esta alegación en 1976, aceptando de manera efectiva la familia Jinnah como Shia. Según el periodista Khaled Ahmed, Jinnah tenía públicamente una postura no sectaria y "se esforzó en reunir a los musulmanes de la India bajo la bandera de una fe musulmana general y no bajo una identidad sectaria de división". Ahmed informa de una decisión de 1970 el tribunal de Pakistán que indica que de Jinnah "fe musulmana secular le hizo ni chií ni suní", y uno a partir de 1984 sosteniendo que "el Qaid definitivamente no era un chiita". Liaqat H. comerciante, sobrino nieto de Jinnah, elabora que "él tampoco era sunní, él era simplemente un musulmán".

## Legado y punto de vista histórico

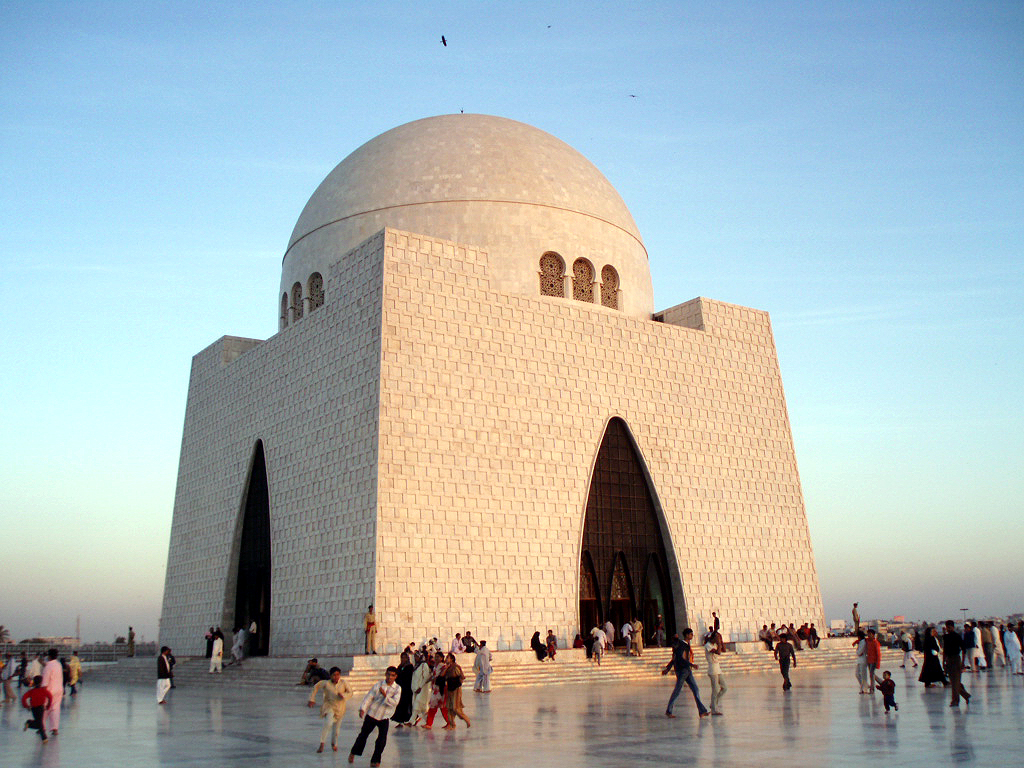
Tumba de Muhammad Ali Jinnah en Karachi

El legado de Jinnah es Pakistán. De acuerdo con Mohiuddin, "Él fue y sigue siendo tan altamente honrado en Pakistán como [primer presidente de Estados Unidos] George Washington es en los Estados Unidos... Pakistán debe su existencia a su unidad, la tenacidad y el juicio... importancia de Jinnah en la creación de Pakistán fue monumental e inconmensurable. Stanley Wolpert, dando un discurso en honor de Jinnah en 1998, lo más grande líder de Pakistán considerará.
Según Singh, "Con la muerte de Jinnah Pakistán pierde sus amarras. En la India no llegará fácilmente otro Gandhi, ni en Pakistán otra Jinnah". Malik escribe: "Mientras Jinnah estaba vivo, él podría persuadir e incluso la presión líderes de la región hacia una mayor adaptación mutua, pero después de su muerte, la falta de consenso sobre la distribución del poder político y los recursos económicos a menudo se volvió controvertido". De acuerdo con Mohiuddin, "la muerte de Jinnah privó a Pakistán de un líder que podría haber mejorado la estabilidad y la gobernabilidad democrática... El difícil camino hacia la democracia en Pakistán y el relativamente suave en la India puede en cierta medida ser adscritos a la tragedia de perder una incorruptible de Pakistán y líder altamente respetado tan pronto después de la independencia".

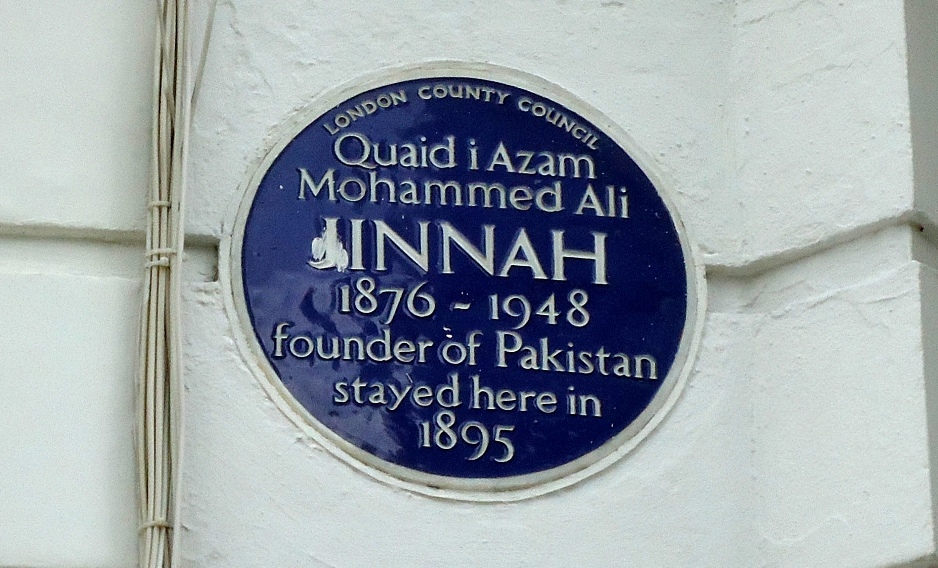
London Blue placa dedicada a Jinnah

Jinnah se representa en todas las monedas de la rupia paquistaní, y es el mismo nombre de muchas instituciones públicas paquistaníes. El aeropuerto internacional ex Qaid-i-Azam en Karachi, que ahora se llama el Aeropuerto Internacional Jinnah, es el más activo de Pakistán. Una de las mayores calles de la capital turca de Ankara, Cinnah Caddesi, lleva el nombre de él, como es el Mohammad Ali Jenah Expressway en Teherán, Irán. El gobierno realista de Irán también dio a conocer un sello conmemorativo del centenario del nacimiento de Jinnah en 1976. En Chicago, una parte de Devon Avenue fue nombrado "Mohammed Ali Jinnah Camino". El Mazar-e-Qaid, el mausoleo de Jinnah, es uno de los hitos de Karach. La "Torre de Jinnah" en Guntur, Andhra Pradesh, India, fue construido para conmemorar Jinnah.
Hay una cantidad considerable de becas en Jinnah que se deriva de Pakistán; según Akbar S. Ahmed, no se lee ampliamente fuera del país y por lo general evita incluso la más mínima crítica de Jinnah. Según Ahmed, casi todos los libros sobre Jinnah fuera de Pakistán menciona que bebía alcohol, pero esto se omite en los libros dentro de Pakistán. Ahmed sugiere que representa el consumo de alcohol Qaid debilitaría la identidad islámica de Jinnah, y por extensión, de Pakistán. Algunas fuentes afirman que dio el alcohol cerca del final de su vida.
Según el historiador Ayesha Jalal, mientras que hay una tendencia hacia la hagiografía en la vista paquistaní de Jinnah, en la India que se ve negativamente. Ahmed considere Jinnah "la persona más difamado en la historia reciente de la India... En la India, muchos lo ven como el demonio que divide la tierra". Incluso muchos musulmanes indios ver Jinnah negativamente, culpándolo de sus problemas como una minoría en ese estado. Algunos historiadores como Jalal y H. M. Seervai afirman que Jinnah nunca quiso la partición de la India, era el resultado de los líderes del Congreso no estar dispuesto a compartir el poder con la Liga Musulmana. Sostienen que Jinnah utilizado la demanda Pakistán en un intento de movilizar el apoyo para obtener derechos políticos importantes para los musulmanes. Jinnah se ha ganado la admiración de los políticos nacionalistas indios como Lal Krishna Advani, cuyos comentarios alabando Jinnah causado un alboroto en su Partido Bharatiya Janata.
La vista de Jinnah en Occidente ha sido moldeada en cierta medida por su interpretación en la película de 1982 de Sir Richard Attenborough, Gandhi. La película fue dedicada a Nehru y Mountbatten y se le dio un apoyo considerable por la hija de Nehru, el primer ministro de la India, Indira Gandhi. Retrata Jinnah (interpretado por Alyque Padamsee) bajo una luz desfavorable, que parece actuar por celos de Gandhi. Padamsee indicó más adelante que su interpretación no era históricamente exacta.
En un artículo de revista sobre el primer gobernador general de Pakistán, el historiador R. J. Moore escribió que Jinnah es universalmente reconocido como fundamental para la creación de Pakistán. Wolpert resume el profundo efecto que Jinnah tuvo en el mundo

Pocos individuos alteran significativamente el curso de la historia. Menos aún modificar el mapa del mundo. Casi nadie puede ser acreditado con la creación de un Estado-nación. Mohammad Ali Jinnah hizo los tres.

 En la investigación, Yousaf (2015) indica que el estilo de liderazgo de Jinnah que siguió siendo un único líder de los musulmanes de la India y sus secuelas de la política después de la independencia

### Libros
- Ahmed, Akbar S. (1997). Jinnah, Pakistan, and Islamic Identity: The Search for Saladin. London: Routledge. ISBN 978-0-415-14966-2.
- Bolitho, Hector (1954). Jinnah: Creator of Pakistan. London: John Murray.
- Cohen, Stephen Philip (2004). The Idea of Pakistan. Washington, D.C.: Brookings Institution Press. ISBN 978-0-8157-1503-0.
- Gandhi, Rajmohan (1990). Patel: A Life. Ahmedabad: Navajivan.
- Hibbard, Scott (1994). Religious Politics and Secular States: Egypt, India, and the United States. Baltimore: Johns Hopkins University Press. ISBN 0-8018-9669-X.
- Jalal, Ayesha (1994). The Sole Spokesman: Jinnah, the Muslim League and the Demand for Pakistan (de bolsillo edición). Cambridge: Cambridge University Press. ISBN 978-0-521-45850-4.
- Jinnah, Fatima (1987). My Brother. Quaid-i-Azam Academy. ISBN 978-969-413-036-1.
- Khan, Yasmin (2008) [2007]. The Great Partition: The Making of India and Pakistan (de bolsillo edición). New Haven, Conn.: Yale University Press. ISBN 978-0-300-12078-3.
- Malik, Iftikar H. (2008). The History of Pakistan. The Greenwood Histories of the Modern Nations. Westport, Conn.: Greenwood Press. ISBN 978-0-313-34137-3.
- Mohiuddin, Yasmeen Niaz (2007). Pakistan: A Global Studies Handbook. Santa Barbara, Calif.: ABC-CLIO. ISBN 978-1-85109-801-9.
- Read, Anthony (1997). The Proudest Day: India's Long Road to Independence. New York, NY: W.W. Norton & Co. ISBN 0-393-04594-3.
- Singh, Jaswant (2009). Jinnah: India—Partition—Independence. Oxford: Oxford University Press. ISBN 978-0-19-547927-0.
- Wolpert, Stanley (1984). Jinnah of Pakistan. New York: Oxford University Press. ISBN 978-0-19-503412-7.

### Otra bibliografía
- Moore, R. J. (1983). «Jinnah and the Pakistan Demand». Modern Asian Studies (Cambridge, U.K.: Cambridge University Press) 17 (4): 529-561. JSTOR 312235. doi:10.1017/S0026749X00011069.
- Puri, Balraj (1–7 March 2008). «Clues to understanding Jinnah». Economic and Political Weekly (Bombay: Sameeksha Trust) 43 (9): 33-35. JSTOR 40277204.

### comentario de los medios
- «Busted: Myths About Quaid-e-Azam Jinnah». Yasser Latif Hamdani. Naya Duar. 14 de agosto de 2021.
- «Turkey's Mustafa Kamal vs Pakistan's Muhammed Ali Jinnah: Secularism». Umair Khan (hisotrian). Originally published on Scribd.